# Codex Encyclius
Der Codex Encyclius ist eine spätantike Sammlung von Briefen zahlreicher Bischöfe, die diese auf eine Anfrage des oströmischen Kaisers Leo I. kurz nach 457 schrieben, um zu den umstrittenen Beschlüssen des Konzils von Chalkedon von 451 Stellung zu beziehen. In der erhaltenen Fassung sind 35 Briefe mit insgesamt 280 Unterschriften überliefert; fast alle bestätigen die Gültigkeit der Beschlüsse. Die Briefe wurden im sechsten Jahrhundert unter Cassiodor gesammelt und ins Lateinische übersetzt; Cassiodor selbst verwendet dabei den Titel Codex Encyclius.
Die Sammlung ist nicht direkt erhalten, sondern nur als Teil späterer Kanones-Sammlungen. Alle erhaltenen Überlieferungen hängen von der Collectio Sangermanensis ab, in die der Codex in wahrscheinlich überarbeiteter Form aufgenommen wurde. Sie wurde dabei mit dem Breviarium des Liberatus von Karthago kombiniert. Es gibt Hinweise darauf, dass die Briefe im sechsten Jahrhundert in unterschiedlichen lateinischen Übersetzungen kursierten. Steffen Patzold hat argumentiert, dass der Codex Encyclius über die Hofbibliothek Karls des Großen nach Nordwesteuropa gelangt sei, wo im 9. Jahrhundert die ältesten erhaltenen Textzeugen der Sangermanensis (Paris, Bibliothèque nationale de France, lat. 12098 und Wien, Österreichische Nationalbibliothek, Cod. 397) entstanden.
Die maßgebliche Ausgabe stammt von Eduard Schwartz, der den Codex Encyclius 1936 als Teil der Sangermanensis im Rahmen seines Projektes Acta Conciliorum Oecumenicorum edierte (ACO 2,5, 1–98).